# Душа (Горњи Вакуф-Ускопље)
Душа је насељено место у Босни и Херцеговини у општини Горњи Вакуф-Ускопље. Административно припада Федерацији Босне и Херцеговине, односно њеном Средњобосанском кантону. Према попису становништва из 2013. у насељу је било 39 становника, а већинско становништво у насељу били су Бошњаци.

## Становништво
По последњем службеном попису становништва из 2013. године у насељу Душа живело је 39 становника, а село је било етнички хомогено са већинском бошњачком популацијом.
| Националност | 2013. | 1991.        | 1981.       | 1971.       |
| Бошњаци      | —     | 114 (87,69%) | 88 (86,27%) | 59 (73,75%) |
| Хрвати       | —     | 15 (11,54%)  | 13 (12,75%) | 20 (25,00%) |
| Срби         | —     | 0            | 0           | 0           |
| Југословени  | —     | 0            | 0           | 0           |
| остали       | —     | 1 (0,76%)    | 1 (0,98%)   | 1 (1,25%)   |
| Укупно       | 39    | 130          | 102         | 80          |